# Liste der Monuments historiques in Ottwiller
Die Liste der Monuments historiques in Ottwiller führt die Monuments historiques in der französischen Gemeinde Ottwiller auf.

## Liste der Bauwerke
| Bezeichnung         | Beschreibung              | Standort                                 | Kennzeichnung | Schutzstatus | Datum | Bild |
| ------------------- | ------------------------- | ---------------------------------------- | ------------- | ------------ | ----- | ---- |
| Banc du Roi de Rome | Ruhebank; Sandstein, 1811 | nordöstlich des Ortes an der D 13 (Lage) | PA00084887    | Classé       | 1991  |      |